# Calicnemia rectangulata
Calicnemia rectangulata är en trollsländeart som beskrevs av Harry Hyde Laidlaw, Jr. 1933. Calicnemia rectangulata ingår i släktet Calicnemia och familjen flodflicksländor. Inga underarter finns listade i Catalogue of Life.